# Sielsowiet Świerżeń Nowy
Sielsowiet Świerżeń Nowy (biał. Навасвержанскі сельсавет, Nawaswierżanski sielsawiet; ros. Новосверженский сельсовет) – sielsowiet na Białorusi, w obwodzie mińskim, w rejonie stołpeckim, z siedzibą w Świerżeniu Nowym.

## Demografia
Według spisu z 2009 sielsowiet Świerżeń Nowy zamieszkiwało 3365 osób, w tym 2965 Białorusinów (88,11%), 206 Rosjan (6,12%), 146 Polaków (4,34%), 32 Ukraińców (0,95%), 6 Tatarów (0,18%) i 10 osób innych narodowości.
Do 2019 liczba ludności spadła do 1663 osób, z czego 1661 zamieszkiwało Świerżeń Nowy.

## Geografia i transport
Sielsowiet położony jest na Równinie Stołpeckiej, w centralnej części rejonu stołpeckiego. Graniczy ze Stołpcami. Największą rzeką jest Niemen.
Przez sielsowiet przebiegają linia kolejowa Moskwa – Mińsk – Brześć oraz droga republikańska R54.

## Historia
30 października 2009 z sielsowietu odłączono trzy miejscowości, przyłączone następnie do sielsowietu Załuże.

## Miejscowości
- wsie:
  - Karolin
  - Świerżeń Nowy